# Mała Rakuska Czubka
Mała Rakuska Czubka, także Mała Rakuska Czuba lub Rakuska Czubka (słow. Malá Svišťovka, niem. Kleiner Ratzenberg, węg. Kis-Morgás) – wzniesienie o wysokości 1558 lub 1561 m położone w zakończeniu Rakuskiej Grani – końcowego fragmentu długiej południowo-wschodniej grani Wyżniego Baraniego Zwornika w słowackich Tatrach Wysokich. Mała Rakuska Czubka jest całkowicie zalesiona, wierzchołek porośnięty jest kosodrzewiną. Od znacznie wyższej Rakuskiej Czuby (2038 m) oddziela ją pobliska Niżnia Rakuska Przełęcz (1521 m).
Mała Rakuska Czubka wraz z Rakuską Granią oddzielają dolne partie Doliny Huncowskiej i Doliny Kieżmarskiej. Jej stoki północno-wschodnie nazywane są Rakuską Uboczą, południowe stanowią natomiast część Huncowskiej Uboczy. Na południowy wschód od Małej Rakuskiej Czubki znajduje się niewybitna Huncowska Kazalnica (1202 m). Poniżej Małej Rakuskiej Czubki w grani, przechodzącej tu w szeroki wał morenowy, położona jest jeszcze zalesiona Mała Rakuska Kopka (1224 m). Wzniesienie to położone jest tuż ponad dnem Doliny Kieżmarskiej, naprzeciwko Białego Brzegu. Na północ od Małej Rakuskiej Czubki i Niżniej Rakuskiej Przełęczy stoki przecięte są biegnącym spod Rakuskiej Grani na wschód Małym Żlebem Rakuskim, po którego drugiej stronie znajduje się Rakuska Polana.

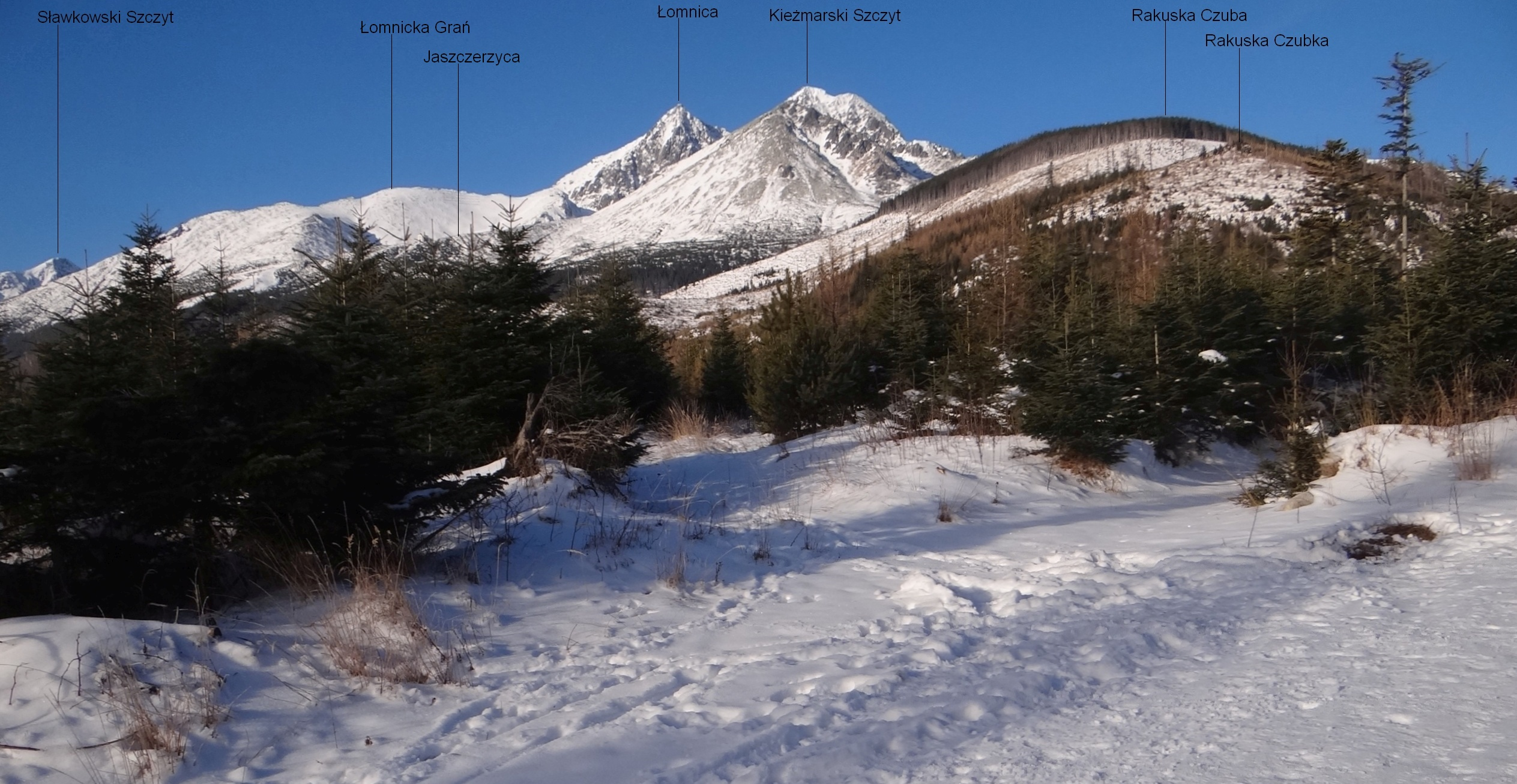
Widok z Doliny Kieżmarskiej

Sam wierzchołek Małej Rakuskiej Czubki jest niedostępny turystycznie, jednak przez jej zalesione stoki z trzech stron (północnej, wschodniej i południowej) prowadzi niebieski szlak łącznikowy, tzw. Łomnicka Pętla. Ruch turystyczny na tym szlaku jest niewielki. 9 sierpnia 1997 r. wydarzył się tutaj bardzo rzadki w Tatrach przypadek. Turysta niemiecki, który zszedł ze ścieżki na niewielką polankę wśród kosówki, został zaatakowany przez dwuletniego niedźwiedzia, w wyniku czego doznał złamania dwóch żeber, kilku ran i wstrząsu mózgu.
Na stokach Małej Rakuskiej Czubki jeszcze do 1880 r. prowadzono roboty górnicze. Dawniej na szczyt prowadziła ścieżka z Niżniej Rakuskiej Przełęczy, dziś jest ona już zarośnięta. Z wierzchołka można zobaczyć Tatry Bielskie po Szalony Wierch oraz Kieżmarskie Szczyty, Huncowski Szczyt i Łomnicę.

## Szlaki turystyczne
– od Łomnickiego Stawu przez Niżnią Rakuską Przełęcz i rozdroże na Rakuskiej Polanie do dolnej stacji kolei linowej na Łomnicę (stacja Start). Czas przejścia:
- od Łomnickiego Stawu do Rakuskiej Polany: 2.15 h, ↓ 1.45 h
- od Rakuskiej Polany do Startu: 1 h, ↓ 1.15 h